# Regina Rosemont (circonscription saskatchewanaise)
Pour les articles homonymes, voir Regina (homonymie) et Rosemont.
Circonscription électorale provinciale du Canada
Regina Rosemont est une ancienne circonscription électorale provinciale de la Saskatchewan au Canada. Elle est représentée à l'Assemblée législative de la Saskatchewan de 1975 à 1995 et de 2003 à 2024.

## Géographie
La circonscription correspond à la partie centre-ouest de la ville de Regina.

## Liste des députés
| Parlment                                                                                             | Année           | Député            | Député                 | Parti                     |
| Regina Rosemont                                                                                      | Regina Rosemont | Regina Rosemont   | Regina Rosemont        | Regina Rosemont           |
| --- | --------------- | ----------------- | ---------------------- | ------------------------- |
| 18e                                                                                                  | 1975–1978       |                   | Bill Allen (en)        | Néo-démocrate             |
| 19e                                                                                                  | 1978–1982       |                   | Bill Allen (en)        | Néo-démocrate             |
| 20e                                                                                                  | 1982–1986       |                   | Gordon Dirks           | Progressiste-conservateur |
| 21e                                                                                                  | 1986–1991       |                   | Robert Llewellyn Lyons | Néo-démocrate             |
| 22e                                                                                                  | 1991–1995       |                   | Robert Llewellyn Lyons | Néo-démocrate             |
| Voir circonscription de Regina Elphinstone, Regina Centre, Regina Coronation Park et Regina Sherwood |                 |                   |                        |                           |
| 25e                                                                                                  | 2003–2007       |                   | Joanne Crofford        | Néo-démocrate             |
| 26e                                                                                                  | 2007–2011       | Trent Wotherspoon |                        | Néo-démocrate             |
| 27e                                                                                                  | 2011–2016       | Trent Wotherspoon |                        | Néo-démocrate             |
| 28e                                                                                                  | 2016–2020       | Trent Wotherspoon |                        | Néo-démocrate             |
| 29e                                                                                                  | 2020–2024       | Trent Wotherspoon |                        | Néo-démocrate             |
| Circonscription abolie voir : Regina Mount Royal                                                     |                 |                   |                        |                           |

## Résultats électoraux
Regina Rosemont (depuis 2003)

Regina Rosemont (1975-1995)